# Gbofe
El término gbofe designa a la vez a unas trompas traveseras y al conjunto de músicas, cantos y danzas asociadas a ellas, practicadas principalmente en el pueblo de Afounkaha, en Costa de Marfil, por la comunidad Tagbana. Esta práctica fue proclamada Patrimonio Cultural Inmaterial de la Humanidad en 2001 e inscrita en la Lista Representativa en 2008 por la Unesco.
El gbofe se compone de seis trompas traveseras fabricadas con raíces y cubiertas de piel de vaca. Los distintos tamaños de las trompas consiguen una diversidad de sonidos capaces de reproducir palabras de la lengua tagbana, palabras cantadas luego por un coro de mujeres. La música y los cantos también se acompañan de tambores. 
El gbofe se interpreta durante ritos y ceremonias tradicionales, adaptando sus mensajes a la ocasión. Así pueden transmitir amor, luto o, incluso, mensajes educativos.
Esta tradición es normalmente transmitida de generación en generación, si bien los jóvenes con talento pueden participar también en los ensayos.
La práctica del gbofe ha desaparecido en muchas regiones de Costa de Marfil debido a las guerras, el éxodo rural y la industrialización. Actualmente esta tradición sigue en peligro pues cada vez son menos los jóvenes interesados en mantenerla viva.